# セブンスデー・アドベンチスト教会

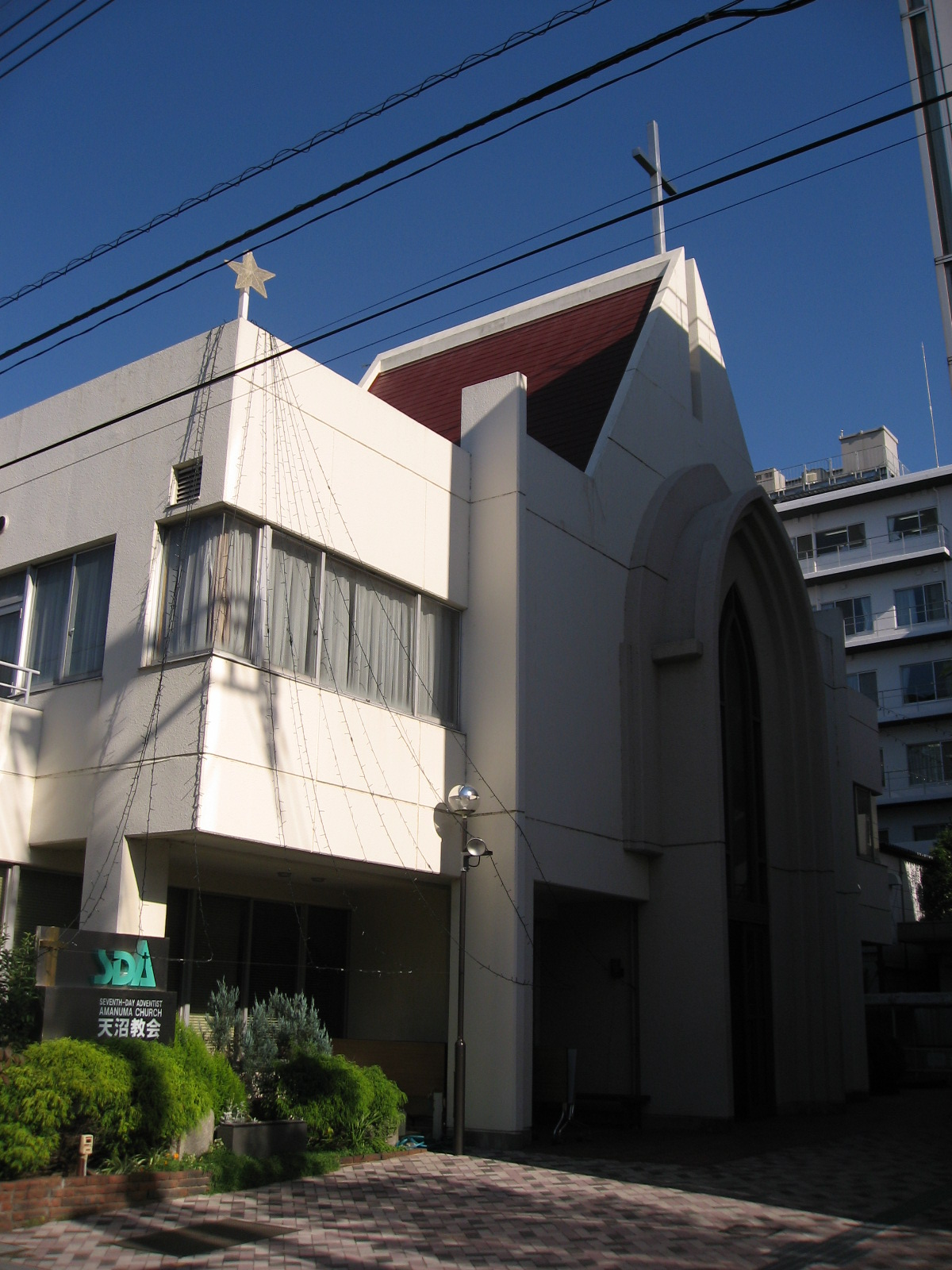
セブンスデーアドベンチスト天沼教会（東京都杉並区）

セブンスデー・アドベンチスト教会（セブンスデー・アドベンチストきょうかい、英: Seventh-day Adventist Church、SDA）は、19世紀アメリカの再臨待望運動を源流とする、自らを聖書主義のプロテスタントとするキリスト教会の教派。信徒数は2000万人を越え、209の国々で活動。教育、医療、食品、出版、放送、福祉など諸事業活動も行われている。
名称の「セブンスデー」は週の第七日（現在の土曜日）の安息日を、「アドベンチスト」はキリストの再臨を待ち望む者を意味する。
セブンスデー・アドベンチスト教会は自らをプロテスタント教会と位置付けており、宗教学やキリスト教専門家・関係者の間ではキリスト教もしくはプロテスタントの一派とする 見解、キリスト教系の新宗教に分類する 見解の両論がある。『キリスト教大事典』は、プロテスタントとも異端あるいはキリスト教系の新宗教とも位置づけず、「アメリカに始ったキリストの再臨と安息日厳守を主張する教派」としている。

## 歴史

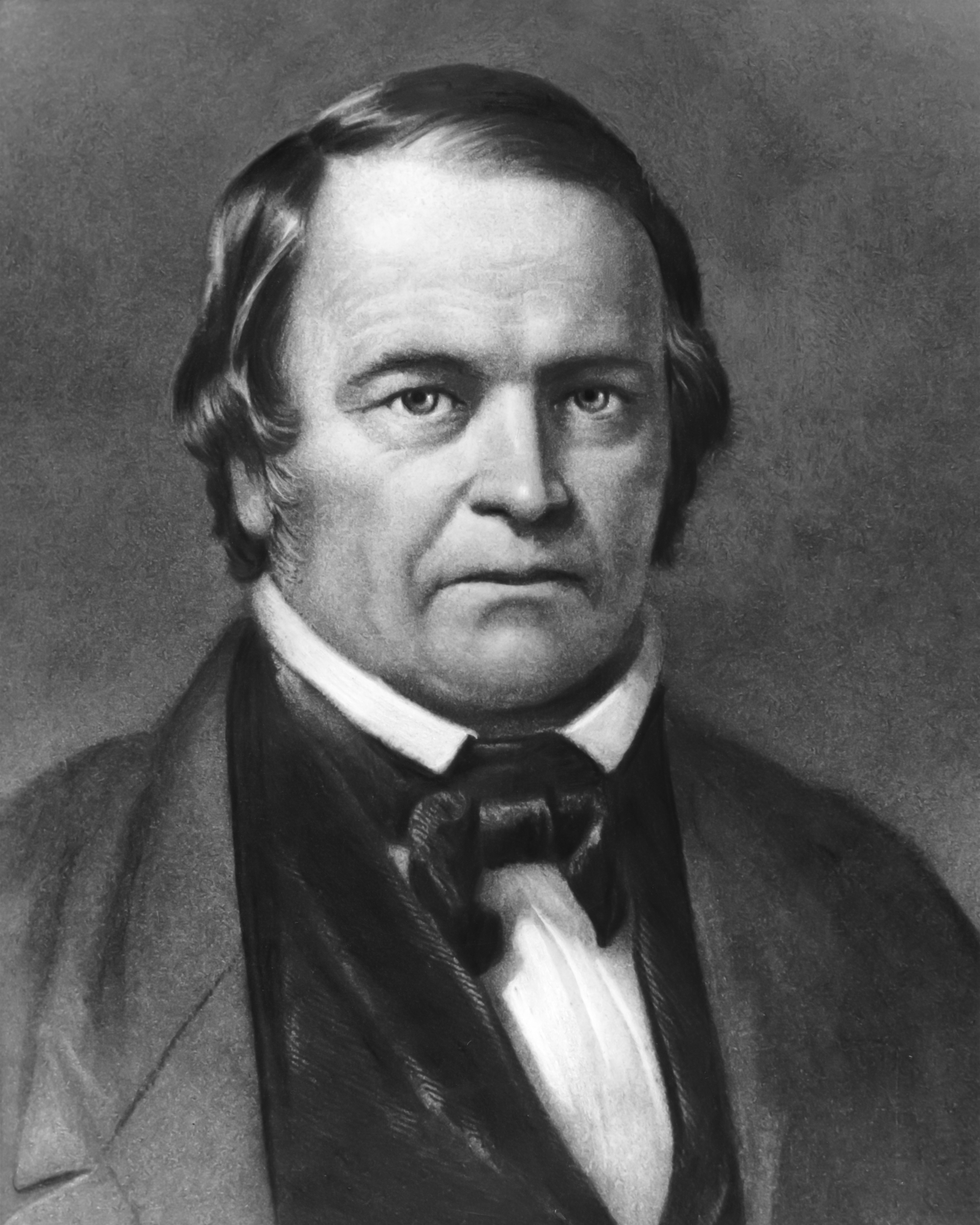
ウィリアム・ミラー

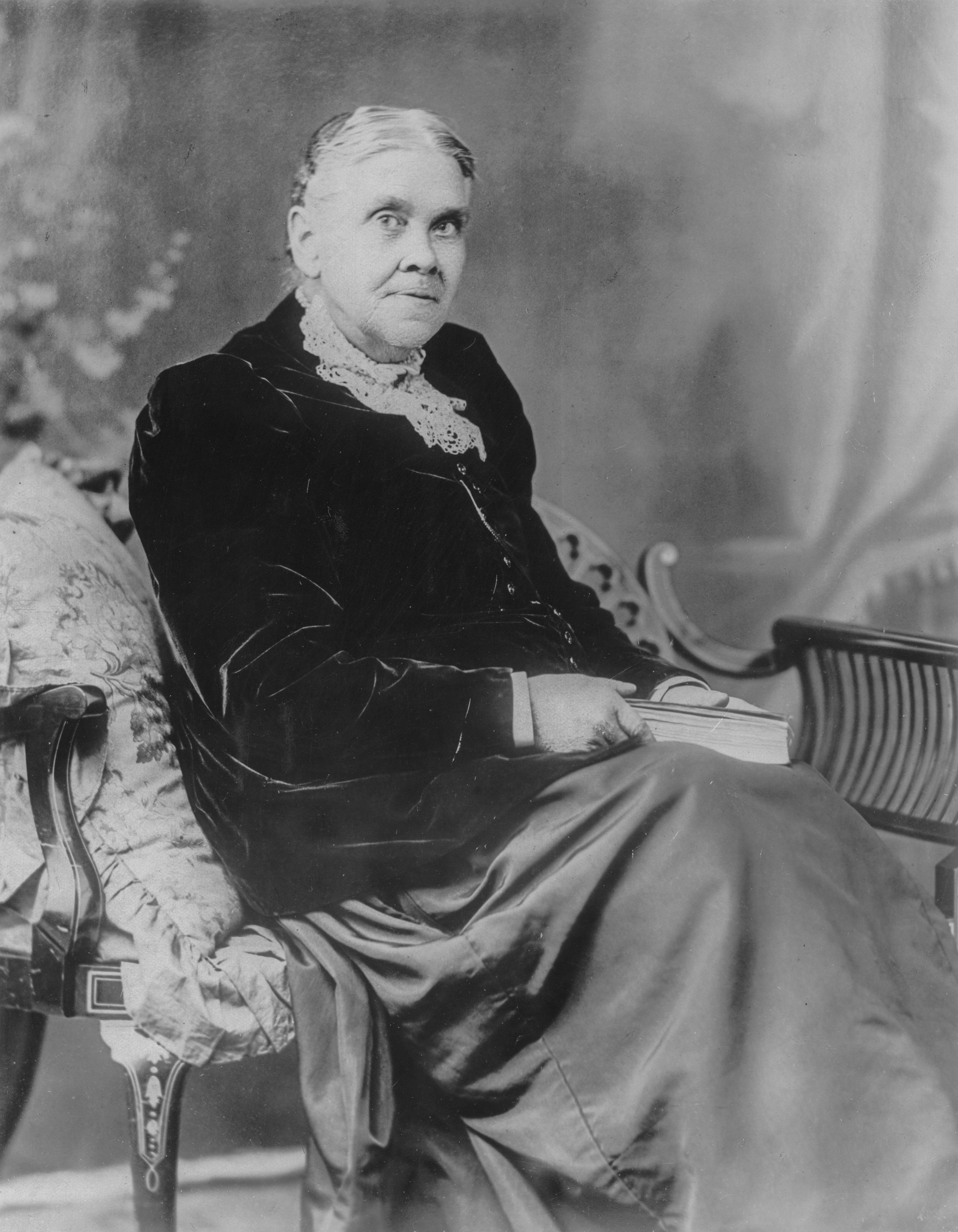
エレン・G・ホワイト

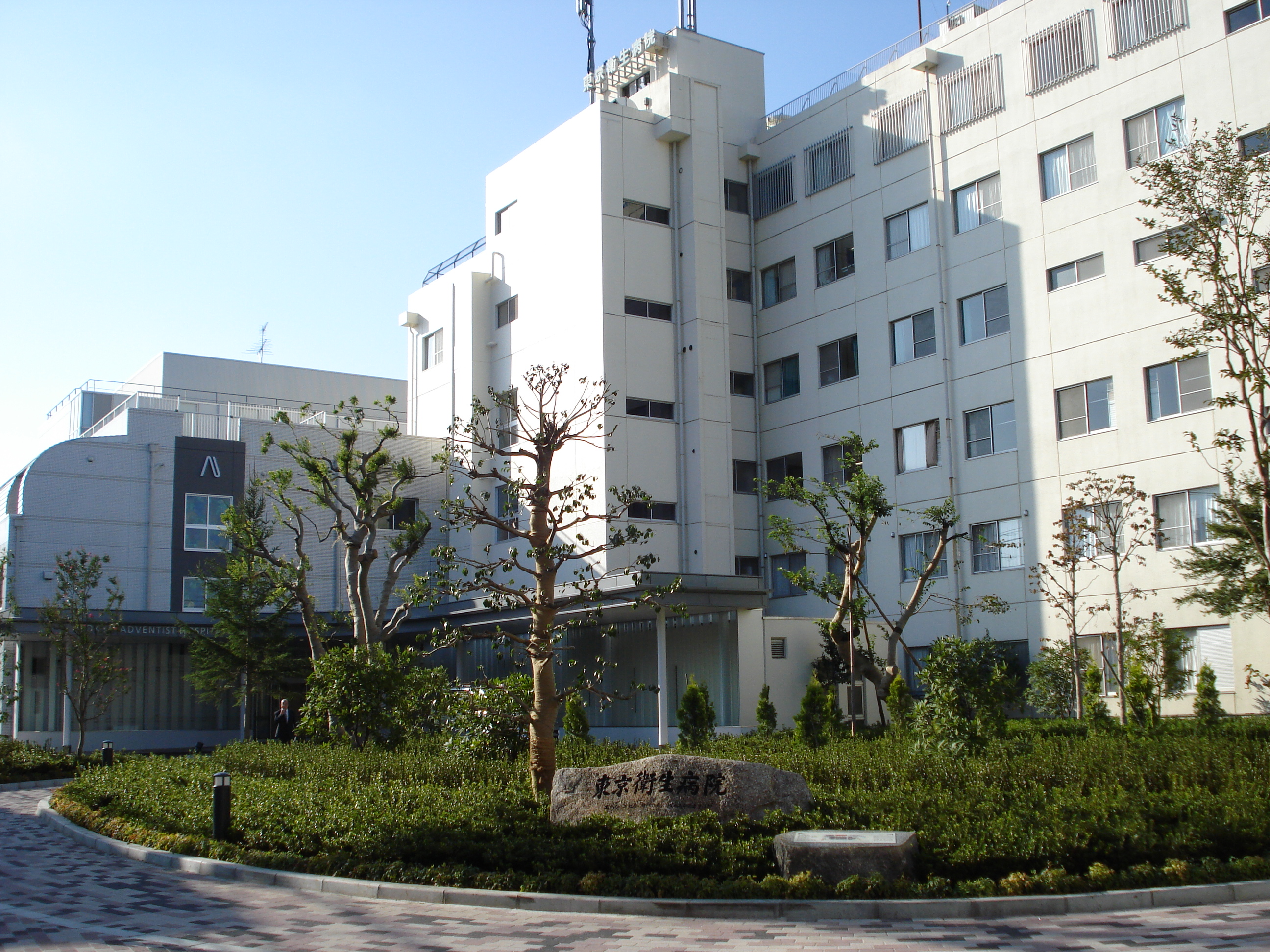
医療法人財団アドベンチスト会 東京衛生アドベンチスト病院（東京都杉並区）

1800年代前半に北米で起こった再臨待望運動を源としている。中心人物であるウィリアム・ミラーが、聖書の預言から1843年にイエス・キリストの再臨の日を特定して予告した。ミラー派に加わった牧師・教会員たちは（異端として）自分たちの教会から追放され、後に「教団に与えられた預言者」とされるエレン・G・ホワイトも同様に、所属していたメソジスト教会から（異端として）教籍を剥奪される結果を招いた。
ミラーはキリストの再臨を1843年3月21日から1844年3月21日の間と特定し、再臨待望集会は100以上の場所で開かれ、熱狂的な雰囲気であった。運動は拡大の一途を辿り、一時参加者の数は6万人に達したと言われている。しかし、再臨は起こらず、ダニエル書の2300日目に"聖所が清められる"という預言に従って、清めの儀式が行われていたヨム・キプルである翌年1844年10月22日が本当の再臨日だとし、彼らは再び熱狂的にその日の到来を待った。ある者は仕事を放棄し、屋根や山の上に登って天を仰いだ。しかし、その日も何の変化もなく、彼らの失望は非常に大きかった。その後、後にセブンスデー・アドベンチスト教会を設立する母体となった少数の人々が、"聖所"は地球でなくて、ヨム・キプルの至聖所の働きに象徴された、大祭司としてのキリストの役割の最終段階が始められたとして、預言の成就を信じた。
具体的には、ミラーの支持者であるエレン・G・ホワイト夫人らを中心とした小さなグループが、ミラーの解釈の何が間違っていたか研究し、ホワイト夫人の「啓示の証言」と新たな聖書解釈を元に「第7日安息日の遵守とキリストの再臨とは深く結びついている」と解釈した。その解釈によって、土曜日を安息日にするという意味で、セブンスデー・アドベンチスト教会が発足した。
その後米国で宗教団体として正式に組織されたのは1863年であり、現在209の国々で活動している。その後世界中に広がり、過去30年間では、10年毎に倍増する成長を逐げ、信徒数2000万人を越えている。福音宣教活動に加え、発展途上国や災害被災地においてはADRA（アドラ）という支援活動を行っている。
日本における正式な活動は、1896年（明治29年）、ヒルズバーグ大学の学長を辞し、来日して後の学校法人三育学院を立ち上げたウィリアム・C・グレンジャーによって開始された。第二次世界大戦中にキリストの再臨信仰（再臨したとき天皇の現人神思想と相容れない）や良心的兵役拒否が治安維持法に触れて宗教弾圧を受け、1943年全牧師・有力信徒が検挙され、1944年教会は解散させられた。戦後回復し今日に至っている。

## 組織の概要と活動
信徒数2000万人を越えており、世界を13の支部に分け、209の国々で732の言語を用いて活動する。日本の教団は韓国、中国、台湾などと共に55万人の会員がある「北アジア太平洋支部」に属する。日本のセブンスデー・アドベンチスト教会は、100を超える教会と、1万5千人余の信徒を有している。

## 教義

### 信仰の大要
セブンスデー・アドベンチスト教会は信仰の大要として28の項目を宣言している。
セブンスデー・アドベンチストは聖書を唯一の信条として受け入れ、一定の基本的な信仰大要を聖書の教えとして堅持している。
ここに公にされている「信仰の大要」は、教会が理解し、表現した聖書の教えである。
この声明の改訂は、教会が聖霊の導きによって、聖書の真理に対するより豊かな理解と、神の聖なる言葉に対するより適切な表現とに達したとき、世界総会本会議によってなされ得るものである。
- 神の言葉
旧新約聖書は書かれた神の言葉、神の霊感によって与えられた言葉である。霊感を受けた著者が、聖霊に動かされるままに語り、また書いた。この言葉を通して、神は救いに必要な知識を人間に与えられた。聖書は、最高の啓示、権威ある啓示、神のみ心の誤りのない啓示である。聖書は品性の標準を示し、人間の経験を吟味し、明確に教理を啓示する。聖書は歴史における神のみわざについての信頼できる記録である（詩編119:105、箴言30:5・6、イザヤ8:20、ヨハネ17:17、Ⅰテサロニケ2:13、Ⅱテモテ3:16・17、ヘブライ4:12、Ⅱペトロ1:20・21）。

- 三位一体
父と子と聖霊の、永遠に共存する3つの位格から成るひとりの神がおられる。神は朽ちることなく、全知全能で、すべてのものを超え、常に変わることなく存在される。神は人間の理解を超える無限のお方であるにもかかわらず、ご自身を啓示されることによって、人間に知られるお方である。愛であられる神は、すべての造られたものの礼拝と尊崇と奉仕を永遠に受けるにふさわしいお方である（創世記1:26、申命記6:4、イザヤ6:8、マタイ28:19、ヨハネ3:16、Ⅱコリント1:21・22、13:13、エフェソ4:4–6、Ⅰペトロ1:2）。

- 父なる神
父なる神はすべてのものの創造者であって、すべて造られたものの源であるとともに、それらを保ち、支配されるお方である。父なる神は正しく聖なる方、あわれみと恵みに富み、怒ること遅く、変わらない愛と真実に満ちあふれているお方である。み子と聖霊に見られる性質と力も、父なる神のものである（創世記1:1、申命記4:35、詩編110:1、4、ヨハネ3:16、14:9、Ⅰコリント15:28、Ⅰテモテ1:17、Ⅰヨハネ4:8、黙示録4:11）。

- 子なる神
子なる神は人間の肉の姿を取ってイエス・キリストとなられた。万物はみ子を通して創造された。また、み子を通して神のご性質が明らかにされ、人間の救いが全うされ、世界は裁かれる。永遠からまことの神であられたみ子は、救い主イエスとしてまことの人間になられた。み子は聖霊によってみごもられ、処女マリアよりお生まれになった。み子は人間として生き、試みにあわれたが、神の義と愛を完全にあらわされた。奇跡によってみ子は神の力をあらわし、ご自身が神の約束の救い主であることを証明された。み子はわれわれの罪のために、われわれの身代わりとなって苦しみを受け、自ら十字架にかかり、死者の中から復活し、われわれのために天の聖所で奉仕するために天に昇られた。み子はご自分の民を最終的に救い出し、すべてのものを回復するために、栄光のうちに再び来臨される（イザヤ53:4–6、ダニエル9:25–27、ルカ1:35、ヨハネ1:1–2、14、5:22、10:30、14:1–3、9、13、ローマ6:23、Ⅰコリント15:3、4、Ⅱコリント3:18、5:17–19、フィリピ2:5–11、コロサイ1:15–19、ヘブライ2:9–18、8:1、2）。

- 聖霊なる神
聖霊なる神は創造と受肉と贖いのみわざにおいて、父なる神、子なる神とともに働かれた。聖霊は、父なる神、子なる神と同様に1つの位格であられる。聖霊は聖書記者たちに霊感を与えられた。聖霊はキリストの生涯を力で満たされた。聖霊は人間を引き寄せ、その罪を指摘される。そして、それに応答する者を生まれ変わらせ、神のかたちへと変えられる。聖霊は父と子からつかわされて常に神の子らとともにあり、教会に霊の賜物を与え、キリストをあかしするように教会を力づけ、聖書に従って教会をあらゆる真理へと導かれる（創世記1:1、2、サムエル記下23:2、詩編51:11、イザヤ61:1、ルカ1:35、4v18、ヨハネ14:16–18、26、15:26、16:7–13、使徒言行録1:8、5:3、10:38、ローマ5:5、Ⅰコリント12:7–11、Ⅱコリント3:18、Ⅱペトロ1:21）。

- 創造
神は、創造のみわざに関する確かで歴史的な記録を聖書の中に啓示された。主は宇宙を創造し、現在の6日の間に「天地万物」を造り、第7日に休まれた。こうして神は、文字どおり6日間で成し終えた創造のみわざに絶えず心を向ける記念として、安息日を制定された。その6日間とは、われわれが現在、安息日とともに1週間と呼ぶものと同じ期間である。最初の男と女は、創造の冠として神のかたちに造られた。彼らには世界を治める主権が与えられ、世界を保護する責任が課せられた。世界が完成したとき、それは神の栄光をあらわしていて、「極めて良かった」（創世記1章、2章、3章、11章、出エジプト記20:8–11、詩編19:2–7、33:6、9、104、イザヤ45:12、18、使徒言行録17:24、コロサイ1:16、へブライ1:2、11:3、黙示録10:6、14:7）。

- 人間の本性
人間は、個性を備え、思考し、行動する力と自由を持つ神のかたちに造られた。人間は自由な存在として造られたが、肉体と精神と魂の分けることのできない統一体であって、いのちと呼吸とその他すべてを神に依存している。アダムとエバが神に従わなかったとき、彼らは神に頼ることを拒み、高い地位から転落してしまった。彼らのうちにある神のかたちは傷つけられ、彼らは死ぬべきものとなった。子孫たちはこの堕落した性質とその結果を受け継いだ。彼らは弱さと悪への傾向を持って生まれる。しかし神は、キリストにおいて世をご自分と和解させ、聖霊によって悔い改めた者のうちに造り主のみかたちを回復させられる。人間は神の栄光のために造られ、神と人を愛し、その周囲のものを管理するように召されている（創世記1:26–28、2:7、15、3章、詩編8:5–9、51:7、12、58:4、エレミヤ17:9、使徒言行録17:24–28、ローマ5:12–17、Ⅱコリント5:19、20、エフェソ2: 3、Ⅰテサロニケ5:23、Ⅰヨハネ3:4、4:7、8、11、20）。

- 大いなる戦い
すべての人間はキリストとサタンの大いなる戦いに巻き込まれている。それは神の品性と律法および宇宙に対する主権をめぐる戦いである。この戦いは天において、選択の自由を与えられて造られた存在が、自らを高くすることによって神の敵サタンとなり、一部の天使たちを反逆へと誘い出したときに始まった。サタンはアダムとエバに罪を犯させ、世界に反逆の精神をもたらした。この人間の罪は、人間のうちにある神のかたちをゆがめ、造られた世界の秩序を乱した。そしてついには、創世記１章から11章の歴史的記録の中に記されているように、地球規模の洪水が起こり、荒廃状態を生じさせることになった。世界は、造られたものすべてが注目する宇宙的な戦いの舞台となった。この戦いを通して、神は愛であることが究極的に擁護される。キリストはこの戦いの中にあるご自分の民のために、聖霊と忠実な天使をつかわし、救いの道を歩む彼らを導き、守り、支えられる（創世記3章、6–8章、ヨブ1:6–12、イザヤ14:12–14、エゼキエル28:12–18、ローマ1:19–32、3:4、5:12–21、8:19–22、Ⅰコリント4:9、ヘブライ1:14、Ⅰペトロ5:8、Ⅱペトロ3:6、黙示録12:4–9）。

- キリストの生涯と死と復活
神は、神のみ心に完全に従ったキリストの生涯とその苦難、死、復活を通して、人間の罪を贖う唯一の方法を提供された。それは、信仰によって贖いを受け入れる者が永遠のいのちを受け、すべての造られたものが創造主の無限の聖なる愛をよりよく理解するようになるためである。この完全な贖いは、神の律法が義であり、神の品性が恵み深いことを擁護する。神の義と恵みは、われわれを罪に定めるとともに、われわれに赦しをもたらすからである。キリストの死は身代わりの死であって、われわれに贖いと和解と変革をもたらす。見える形でのキリストの復活は、悪の力に対する神の勝利を宣言し、贖いを受け入れた者には、罪と死に対する究極的な勝利を確信させる。復活は、イエス・キリストが主であることを示す。天と地にあるすべての者は、そのみ前にひれ伏す（創世記3:15、詩編22:2、イザヤ53章、ヨハネ3:16、14:30、ローマ1:4、3:25、4:25、8:3、4、Ⅰコリント15:3、4、20–22、Ⅱコリント5:14、15、19–21、フィリピ2:6–11、コロサイ2:15、Ⅰペトロ2:21、22、Ⅰヨハネ2:2、4:10）。

- 救いの体験
神は限りない愛とあわれみをもって、罪を知らないキリストをわれわれのために罪とされた。それは、われわれがキリストにあって神の義とされるためである。われわれは聖霊に導かれて自らの必要を悟り、自らの罪深さを認め、イエスに対する信仰を働かせる。イエスは救い主であり、主であるとともに、われわれの代理にして模範である。この救いの信仰は、神の恵みの賜物であって、神の言葉の力を通して来る。キリストを通して、われわれは義とされ、神の息子、娘とされ、罪の支配から救われる。聖霊によって、われわれは生まれ変わり、清められる。聖霊はわれわれの心を新たにし、神の律法を心に書きつける。このようにして、われわれには聖なる生活をする力が与えられる。われわれは神のうちにあって、神の性質にあずかる者となり、現在も将来の裁きの時も救われることを確信している（創世記3:15、イザヤ45:22、53章、エレミヤ31:31–34、エゼキエル33:11、36:25–27、ハバクク2:4、マルコ9:23、24、ヨハネ3:3–8、16、16:8、ローマ3:21–26、5:6–10、8:1–4、14–17、10:17、12:２、Ⅱコリント5:17–21、ガラテヤ1:4、3:13、14、26、4:4–7、エフェソ2:4–10、コロサイ1:13、14、テトス3:3–7、ヘブライ8:7–12、Ⅰペトロ1:23、2:21、22、Ⅱペトロ1:3、4、黙示録13:8）。

- キリストにある成長
キリストは十字架上の死によって悪の力に勝利された。地上での宣教の働きにおいて悪霊を追い出し、制圧されたお方は、悪の力を打ち破り、悪のたどる究極の運命がどのようなものであるかを明示なさったのである。イエスはご自身が勝利することによって、われわれにも同じ勝利を与えてくださる。もしわれわれがイエスの愛による平安、喜び、確信に満たされて、主とともに歩むならば、われわれを何とかして降参させ、支配しようと必死に戦いを挑んでくる悪の勢力にも打ち勝つことができるのである。そして、聖霊がわれわれのうちに住み、力を与えてくださる。われわれの救い主なるイエスに絶えず献身し、イエスを信頼し続けるとき、われわれは過去の行為の重荷から解放される。もはやわれわれは暗黒の中にいるのでも、悪の勢力の恐怖や古き自分の無知やむなしさに捕らわれて生きているのでもない。イエス・キリストのうちにある、この新しい自由を与えられたわれわれは、イエスの品性に似た者となるべく、成長していくことが求められている。日ごとの祈りによるイエスとの交わり、神のみ言葉を霊の糧として霊性を養うこと、神のみ言葉とみ心の深き瞑想、賛美の歌をささげること、忠実な礼拝出席、また教会の諸活動、奉仕、伝道の働きへの積極的な参加――このようなことを通して、われわれはキリストにある成長の階段を昇ることができる。われわれはまた、人々の肉体的、精神的、社会的、情緒的、霊的必要に思いやりをもって応えることで、キリストの模範に従うようにも召されている。われわれが周りの人々への愛の奉仕に、また主の救いのあかしに献身するとき、主は聖霊を通して絶えずわれわれとともにご臨在くださり、すべての時間、すべてのなすわざを霊的な経験へと変えてくださるのである（歴代誌上29:11、詩編1:1、2、23:4、77:12、13、マタイ20:25–28、25:31–46、ルカ10:17–20、ヨハネ20:21、ローマ8:38、39、Ⅱコリント3:17、18、ガラテヤ5:22–25、エフェソ5:19、20、6:12–18、フィリピ3:7–14、コロサイ1:13、14、2:6、14、15、Ⅰテサロニケ5:16–18、23、ヘブライ10:25、ヤコブ1:27、Ⅱペトロ2:9、3:18、Ⅰヨハネ4:4）。

- 教会
教会はイエス・キリストを主として、また救い主として信じ、告白する者たちの共同体である。旧約時代の神の民と同じように、われわれは世から召し出されている。われわれはともに礼拝し、交わり、神の言葉を教え、主の晩餐を記念し、人類に仕え、世界的な福音宣教に参与する。教会の権威の源は、聖書に啓示されている受肉された神の言葉、キリストにある。教会は神によって神の子どもとされ、新しい契約に基づいて生きる者たちで構成される神の家族である。教会はキリストのからだであって、キリストご自身をかしらとする信仰の共同体である。教会はキリストの花嫁である。キリストは教会を清めるため、教会の身代わりとなっていのちをささげられた。勝利のうちに再臨されるとき、キリストは教会を、栄光の教会、各時代にわたる忠実な信徒、キリストの血によって買い取られた者、しみもしわもない者、責められるべきところのない聖なる者とされる（創世記12:1–3、出エジプト記19:3–7、マタイ16:13–20、18:18、28:19、20、使徒言行録2:38–42、7:38、Ⅰコリント1:2、エフェソ1:22、23、2:19–22、3:8–11、5:23–27、コロサイ1:17、18、Ⅰペトロ2:9）。

- 残りの民とその使命
普遍的な教会は、キリストを真に信じるすべての者から成る。しかし、背教がはびこる終わりの時代には、神の戒めを守り、イエスの信仰を持ち続ける残りの民が召し出される。この残りの民は、裁きの時が来たことを告げ、キリストによる救いを宣べ伝え、キリストの再臨が切迫していることを知らせる。この働きは、ヨハネの黙示録14章に記されている３天使によって象徴されている。そしてそれは、天における裁きのわざと並行してなされ、地上に悔い改めと改革の働きをもたらす。すべて信じる者は、この世界的なあかしの働きに個人的に加わるように召されている（ダニエル7：9–14、イザヤ1：9、11：11、エレミヤ23：3、ミカ2：12、Ⅱコリント5：10、Ⅰペトロ1：16–19、4：17、Ⅱペトロ3：10–14、ユダ3、14、黙示録12：17、14：6–12、18：1–4）。

- キリストのからだにおける一致
教会は、あらゆる種族、言葉の違う民、民族、国民の中から召し出された多くの肢体を持つ1つのからだである。われわれはキリストにあって新しく造られたものである。それゆえ、人種、教育、国籍の区別や、階級、貧富の差や性の違いは、われわれの間に不和を生じさせるものであってはならない。すべての者はキリストにあって平等である。そのキリストは１つのみ霊によって、われわれを主との交わりと仲間との交わりに結び入れられた。それゆえ、われわれは偏見や分派心をいだかずに、互いに仕え合うべきである。聖書におけるイエス・キリストの啓示を通して、われわれは同じ信仰と希望にあずかり、同じ宣教の働きに加わってすべての人々に福音を宣べ伝える。この一致の源は、われわれをその子としてくださった三位一体の神の１つなるご性質にある（詩編133:1、マタイ28:19、20、ヨハネ17:20–23、使徒言行録17:26、27、ローマ12:4、5、Ⅰコリント12:12–14、Ⅱコリント5:16、17、ガラテヤ3:27–29、エフェソ2:13–16、4:3–6、11–16、コロサイ3:10–15）。

- バプテスマ
バプテスマによって、われわれはイエス・キリストの死と復活を信じる信仰を言いあらわし、罪に死に、新しいいのちに生きる決意を表明する。このようにしてわれわれは、キリストが主であり、救い主であることを認め、神の民となり、教会によってその会員として受け入れられる。バプテスマは、キリストと1つとなり、罪が赦され、聖霊を受けたしるしである。バプテスマは沈めの形式により、イエスへの信仰と罪の悔い改めを条件にほどこされる。バプテスマは、聖書研究を受け、聖書の教えを受け入れた者にほどこされる（マタイ28:19、20、使徒言行録2:38、16:30–33、22:16、ローマ6:1–6、ガラテヤ3:27、コロサイ2:12、13）。

- 聖餐式
聖餐式は、主であり、救い主であられるイエス・キリストを信じる信仰の表明として、イエスのからだと血の象徴にあずかることである。この交わりの中にキリストは臨在され、ご自分の民と会い、彼らを力づけられる。この礼典においてわれわれは、主が再び来られるときに至るまで、喜びをもって主の死を告げ知らせる。聖餐式にあずかるため、自己を吟味し、罪の悔い改めと告白をしなければならない。主はまた洗足式を定められた。それは新たな清めを象徴し、キリストが示された謙虚さをもって喜んで互いに仕え合う気持ちをあらわし、愛にあってわれわれの心を１つにするものである。聖餐式は信仰を表明するすべてのクリスチャンに開かれている（マタイ26:17–30、ヨハネ6:48–63、13:1–17、Ⅰコリント10:16、17、11:23–30、黙示録3:20）。

- 霊の賜物と奉仕
神はどの時代にも、神の教会の会員すべてに霊の賜物を与えておられる。それは教会と人類共通の利益のために、愛の奉仕において用いられるべきものである。聖霊は教会員それぞれに、み旨のままに賜物を分け与えられる。聖霊によるこの霊の賜物は、教会が神から託された役割を果たすために必要なあらゆる能力と働きをもたらす。聖書によれば、これらの賜物には、信仰、いやし、預言、宣教、教え、行政、調停、同情、自己犠牲的奉仕、援助と慈善、民の励ましなどがある。教会員のある者は神に召され、霊による能力が与えられて、牧会、伝道、教育といった、教会によって承認された働きに奉仕する。これらの働きは、教会員を整えて奉仕に向かわせ、教会を強めて霊的成熟へと導き、神への信頼と神を知る知識の一致を育成するために特に必要とされる働きである。教会員がこれらの賜物を働かせて、神から与えられるさまざまな恵みを忠実に管理するとき、教会は偽りの教理の破壊的な影響から守られ、神にあって成長を続け、愛と信仰において堅固なものとなる（使徒言行録6:1–7、ローマ12:4–8、Ⅰコリント12:7–11、27、28、エフェソ4:8、11–16、Ⅰテモテ3:1–13、Ⅰペトロ4:10、11）。

- 預言の賜物
聖書は、預言が聖霊の賜物の1つであるとあかししている。この賜物は残りの教会を見分けるしるしであって、われわれは、それがエレン・Ｇ・ホワイトの奉仕にあらわれていたと信じる。彼女の著書は預言の権威をもって語り、教会を慰め、導き、教え、その過ちを正す。彼女の著書はまた、聖書がすべての教えと経験を審査する基準であることをも明らかにしている（民数記12:6、歴代誌下20:20、アモス3:7、ヨエル3:1、2、使徒言行録2:14–21、Ⅱテモテ3:16、17、ヘブライ1:1–3、黙示録12:17、19:10、22:8、9）。

- 神の律法
神の律法の大原則は十戒に具体化され、キリストの生涯に明らかとなっている。十戒は人間の行動と関係に対する神の愛とみ旨と目的をあらわしており、あらゆる時代のすべての人が守るべきものである。これらの戒めは神とその民との契約の基礎であり、神の裁きの基準である。聖霊の働きを通して十戒は罪を指摘し、救い主の必要を感じさせる。救いは行いによるのではなく、全く恵みによるのであって、戒めへの服従は救いの実である。この服従はクリスチャン品性を発達させ、幸福感をもたらす。それは主に対する愛と隣人への関心のあらわれである。信仰の従順はわれわれの生活を変えるキリストの力を示し、クリスチャンのあかしを力強いものとする（出エジプト記20:1–17、申命記28:1–14、詩編19:8–15、40:8、9、マタイ5:17–20、22:36–40、ヨハネ14:15、15:7–10、ローマ8:3、4、エフェソ2:8–10、ヘブライ8:8–10、Ⅰヨハネ2:3、5:3、黙示録12:17、14:12）。

- 安息日
恵み深い創造主は、6日にわたる創造のわざを終えて7日目に休まれ、創造の記念としてすべての人のために安息日を制定された。神の不変の律法の第4条は、この第7日安息日を休息と礼拝と奉仕の日として守るように求めている。それは、安息日の主であるイエスが教え、実践されたことと調和する。安息日は神と人との喜びにあふれた交わりの日である。安息日はキリストにおける贖いの象徴であるとともに、われわれにおける聖化と忠誠のしるしであり、神の国における永遠の世界の先取りでもある。安息日は神と民との間における永遠の契約の変わらぬしるしである。この聖なる時間を夕べから夕べまで、すなわち日没から日没まで喜びにあふれて守ることは、神の創造と贖いのみわざを祝うことである（創世記2:1–3、出エジプト記20:8–11、31:13–17、レビ記23:32、申命記5:12–15、イザヤ56:5、6、58:13、14、エゼキエル20:12、20、マタイ12:1–12、マルコ1:32、ルカ4:16、ヘブライ4:1–11）。

- 管理者としての務め
われわれは、時間や機会、才能や資産、地の恩恵や資源を神から委ねられた神の管理者である。われわれはそれらを正しく用いるように、神に対して責任を負っている。われわれは、一切の所有権が神にあることを認めて、神と隣人に対して忠実に仕えるとともに、福音の宣教と神の教会の維持発展のために什一や諸献金をささげる。管理者の務めは神から与えられた特権であって、それは愛を育成し、利己心と貪欲を克服する。管理者は、自分が忠実に働いた結果として人々にもたらされる祝福を喜ぶ（創世記1:26–28、2:15、歴代誌上29:14、ハガイ1:3–11、マラキ3:8–12、マタイ23:23、ローマ15:26、27、Ⅰコリント9:9–14、Ⅱコリント8:1–15、9:7）。

- クリスチャンの行動
われわれは、私生活および社会生活のあらゆる面において、聖書の原則に調和して考え、感じ、行動する敬虔な民であるように召されている。われわれは、キリストに見られる純粋さと健康と喜びを生活の中に造り出すような事柄だけに関係する。それは、聖霊がわれわれのうちに主の品性を再創造してくださるためである。このことは、われわれが参加する娯楽や楽しみが、クリスチャンにふさわしい好みや美しさの最高の標準に合致していなければならないことを意味する。文化的な違いに留意しながらも、われわれの服装は単純で、清潔で、よく似合うものであるべきである。そこにあらわれる真の美しさは、外面の飾りによるのではなく、柔和でしとやかな霊という朽ちることのない飾りによる。それはまた、からだを賢明に大切にすべきであることを意味する。からだは聖霊の宮だからである。十分な運動をし、十分な休息を取るとともに、できる限りもっとも健康的な食物を摂り、聖書に示されている汚れた食物を絶つべきである。アルコール飲料やタバコ、また薬物や麻薬の無責任な使用はからだに有害であるので、これらをも避けるべきである。むしろ、思いとからだをキリストの訓練へと導くような事柄に携わるべきである。キリストは、われわれが健康で喜びにあふれ、誠実に生きることを願っておられる（創世記7:2、出エジプト記20:15、レビ記11:1–47、詩編106:3、ローマ12:1、2、Ⅰコリント6:19、20、10:31、Ⅱコリント6:14–7:1、10:5、エフェソ5:1–21、フィリピ2:4、4:8、Ⅰテモテ2:9、10、テトス2:11、12、Ⅰペトロ3:1–4、Ⅰヨハネ2:6、Ⅲヨハネ2）。

- 結婚と家庭
結婚はエデンにおいて神によって制定され、愛の交わりにおける男女の生涯にわたる結合として、イエスによって認められた。クリスチャンにとって結婚の契約は、伴侶に対すると同時に神に対するものであって、信仰を同じくする男女の間だけでなされるべきである。この関係を支えるものは、相互の愛と名誉と尊敬と責任である。そしてそれは、キリストと教会の間にある愛に満ちた清い関係、また親密で永続する関係の反映であるべきである。離婚についてイエスは、不品行以外の理由で離婚し、他の者と再婚することは姦淫の罪を犯すことであると教えられた。ある家族は理想に達していないかもしれないが、結婚を通してキリストにあって完全に委ね合った男女は、聖霊の指導と教会の交わりを通して愛の一致に達することができる。神は家庭を祝福し、家族が互いに助け合って、成熟した完全な家庭を目指していくように願っておられる。家族の親密さが増すことは、福音の最後の使命の特徴の1つである。両親は、子どもたちが主を愛し、主に従うように彼らを育てなければならない。両親は自分たちの行為と言葉を通して彼らに、キリストが愛情深く、優しく、思いやりに満ちた案内者であり、そのからだの一員、つまり独身者も既婚者も含む神の家族の一員に彼らがなることを望んでおられると教えなければならない（創世記2:18–25、出エジプト記20:12、申命記6:5–9、箴言22:6、マラキ3:23、24、マタイ5:31、32、19:3–9、12、マルコ10:11、12、ヨハネ2:1–11、Ⅰコリント7:7、10、11、Ⅱコリント6:14、エフェソ5:21–33、6:1–4）。

- 天の聖所におけるキリストの奉仕
天には、人間ではなく、神が備えられた真の幕屋なる聖所がある。その中でキリストは、十字架上でただ一度だけささげられた贖罪の犠牲の恩恵が、信じる者たちに与えられるように奉仕しておられる。キリストは昇天してわれわれの大祭司となり、仲保の働きを開始された。その働きは地上の聖所における大祭司の働きによって象徴されていた。そして、2300日の預言期間が終了した1844年に、贖罪の働きの第二の、そして最後の段階に入られた。その働きは地上の至聖所における大祭司の働きによって象徴されていた。それは、すべての罪を最終的に処理する働きの一部となる調査審判の働きであって、古代イスラエルにおける「贖罪の日」の聖所の清めに予表されていた。この予型としての奉仕では、聖所は動物の犠牲の血で清められたが、天の聖所は完全な犠牲であるイエスの血によって清められる。調査審判は、死者のうち誰がキリストにあって眠っているのか、すなわち誰がキリストにあって最初の復活にあずかるにふさわしいかを天の住民に明らかにする。それはまた、生きている者のうち誰がキリストにあって神の戒めを守り、イエスの信仰を持ち続けているか、すなわち誰がキリストにあって永遠のみ国へたずさえ入れられる用意ができているかをも明らかにする。この裁きはイエスを信じる者を救うことで神の義を擁護する。それは、神に忠実であり続けた者がみ国を受けることを宣言する。キリストのこの働きが終わるとき、人間に与えられている再臨前の恩恵期間も終了する（レビ記16章、民数記14:34、エゼキエル4:6、ダニエル7:9–27、8:13、14、9:24–27、ヘブライ1:3、2:16、17、8:1–5、9:11–28、10:19–22、黙示録8:3–5、11:19、14:6、7、12、20:12、22:11、12）。

- キリストの再臨
キリストの再臨は祝福に満ちた教会の望みであり、福音の壮大な頂点である。救い主は、文字どおり、からだを持って世界中の人々の目に見える姿で来臨される。キリストが来臨されるとき、死んでいる義人はよみがえらされ、生きている義人とともに栄化され、天に上げられる。しかし、不義なる者たちは死ぬ。預言がほぼ完全に成就してきたことは、現在の世界の状況とあいまってキリストの来臨が近いことを示している。この出来事がいつ起こるかは、明らかにされていない。それゆえ、われわれは常に用意をしているように勧められている（マタイ24章、マルコ13章、ルカ21章、ヨハネ14:1–3、使徒言行録1:9–11、Ⅰコリント15:51–54、Ⅰテサロニケ4:13–18、5:1–6、Ⅱテサロニケ1:7–10、2:8、Ⅱテモテ3:1–5、テトス2:13、ヘブライ9:28、黙示録1：7、14:14–20、19:11–21）。

- 死と復活
罪の支払う報酬は死である。しかし、神はただひとり不死であり、贖われた者に永遠のいのちをお与えになる。その日まで、すべての人にとって死は無意識の状態である。われわれのいのちであるキリストが来られるとき、よみがえらされた義人と生きている義人とは栄化され、引き上げられて主に会う。 第2の復活は不義なる者たちの復活であって、1000年ののちに起こる（ヨブ19:25–27、詩編146:3、4、コヘレト9:5、6、10、ダニエル12:2、13、イザヤ25:8、ヨハネ5:28、29、11:11–14、ローマ6:23、Ⅰコリント15:51–54、コロサイ3:4、Ⅰテサロニケ4:13–17、Ⅰテモテ6:15、16、黙示録20:1–10）。

- 千年期と罪の終わり
千年期とは、第一の復活と第二の復活の間にはさまれた、1000年にわたるキリストと聖徒たちの天における支配のことである。この間、死んだ悪人が裁かれ、地は生きている住人もなく、サタンとその使いたちに占領されて全く荒廃する。この期間の終わりに、キリストは聖徒を伴い、聖なる都とともに天から地に降りて来られる。そののち、死んでいる不義なる者たちがよみがえらされ、サタンとその使いたちとともに聖なる都を包囲する。しかし、神から出る火は彼らを焼き尽くし、地を清める。こうして、宇宙は永遠に罪と罪人から解放される（エレミヤ4:23–26、エゼキエル28:18、19、マラキ3:19、Ⅰコリント6:2、3、黙示録20章、21:1–5）。

- 新しい地
神は贖われた者たちのために、永遠のすまいと、永遠のいのちと愛と喜びを与えてくれる完全な環境と、神のみ前での学びを、義の支配する新しい地に用意してくださる。そこには神ご自身が民とともに住まわれ、苦しみや死は過ぎ去っている。大いなる戦いは終わり、罪はもはや存在しない。いのちあるものもそうでないものもすべては、神が愛であると告げる。神はとこしえに統べ治められる。アーメン（イザヤ35章、65:17–25、マタイ5:5、Ⅱペトロ3:13、黙示録11:15、21:1–7、22:1–5）。

### 教会の唯一性
元来、セブンスデー・アドベンチスト教会は1984年ごろ存在していた文書において、自身のみが唯一の真の教会であると自称していた。唯一の真の教会の条件として以下を挙げており、同教会はそれに当てはまるとしていた。
1. 十戒をすべて守る
2. 預言の賜物を持っている
3. 三天使の使命を全世界に宣伝している
4. 1798年以降に超教派的に設立される

### 再臨前の審判
ウィリアム・ミラーはキリストの再臨を1843年3月21日から1844年3月21日の間と特定し、再臨待望集会は100以上の場所で開かれ、熱狂的な雰囲気であった。また一方でその特定は多くの人々を恐怖に陥れ、財産を売る者も出てきた。ミラー派に加わった牧師・教会員たちは（異端として）自分たちの教会から追放され、エレン・G・ホワイトは所属していたメソジスト教会から（異端として）教籍を剥奪される結果を招いた。しかし、再臨は起こらず、今度は翌年1844年10月22日だと主張しその日も何の変化もなく、彼らの失望は非常に大きかった。その後、後にセブンスデー・アドベンチスト教会を設立する母体となった少数の人々が、"聖所"は地球でなくて、ヨム・キプルの至聖所の働きに象徴された、大祭司としてのキリストの役割の最終段階が始められたとして、預言の成就を信じた 。
ここから、セブンスデー・アドベンチスト教会特有の信仰「調査審判」が生まれた。
彼らがキリストの再臨を予告した1844年10月22日に実際には再臨が起こらなかったことから、その後に設立された教団は「調査審判」という教義を発表した。1844年10月22日にキリストは贖罪の働きの最終段階として天上の至聖所の働きをはじめられ、その日から人類に対する調査審判が始まったとする。イエス・キリストは今、誰が救われて罪を消滅し天国に入りうる資格があるかどうかを検定するために調査中であるとしている。

### 天使長ミカエルとキリスト
エレン・G・ホワイトは著書の複数の箇所においてキリストと天使長ミカエルを同一としている。『初代文集』 164ページ と、『各時代の希望』 421ページ の2書の対照にて確認することができる。
セブンスデー・アドベンチスト教会による『預言の声聖書講座 第2部 第5課-6．天における戦い』においてもミカエルはキリストの象徴であると言及されている。
ただし、キリストが天使つまり被造物であるという主張ではない。

### イエス・キリストの人性
イエスが全き神であると同時に全き人であることを強調する。
エレン・G・ホワイトは著書において『人としてのキリスト・イエスは全能の主なる神ではありませんでした』と言及している。
また、キリストの人性が、アダムの堕落前のもの(つまり罪への傾向を持たない)か、堕落後のもの(つまり、罪への誘惑を受ける可能性のある、我々人類と全く同じ)かの神学的論争が教団内に存在する。

### 終末論的な贖罪論
エレン・G・ホワイトは著書において『罪はサタンに最終的に配置される』『キリストはこれらすべての罪をサタンに置く』『彼らの罪は罪の創始者に移されます』と記し、罪の贖いがキリストの十字架で第一義的には完成したが、それが実際に各人に適用されるのは調査審判後の復活時であるとし、最終的にサタンが私たちの罪と不義を負って罰されるとする。
これは、イスラエルの贖罪日の儀式の理解と強く結び付いている。

### そのほかの教義
- エレン・G・ホワイトは「主の使者」であり、「つねに信頼のおける真理のみなもと」であると宣言している

セブンスデー・アドベンチスト教会の公式サイトにて宣言している。
- エレン・ホワイトの著作における霊感の質や程度は、聖書のそれと異ならないとする[31]。

ただし、聖書のように、キリスト教信仰の基礎であるとか究極的権威であることは否定される。他の教派におけるルターやカルヴァン、ウェスレーなどの権威者の著作と、基本的な用途や役割は同じである。
- 黙示録の十四万四千人は安息日（土曜礼拝）を守る者であり、反キリストが強制するときに日曜休業と礼拝を追従するものは「獣の刻印」を受ける

エレン・G・ホワイトはヨハネの黙示録7:4に記されている「十四万四千人」「神の印」に関して、著作『教会への証8巻』（p117）において『神のしるし、または神の印は第七日の安息日、すなわち創造主の記念日の遵守に表わされている。……獣の刻印はこの反対である。それは週の第一日の遵守である。』と記し、さらに『教会への証6巻』（p350）においては『十のすべての戒めの中で第四条の戒めだけが偉大なる律法制定者、すなわち天と地の創造主の印を含んでいる。』と言及。黙示録の十四万四千人は『安息日（土曜）礼拝を守る者である』と断定し、終わりの時に反キリスト(ローマ教皇権＋アメリカ＋諸宗教の連合)の世界的政権が日曜休業と礼拝を強制し安息日を禁止する時、追従するものをヨハネの黙示録13:16-17にて言及されている『獣の刻印（The mark of the beast）を受ける者』と断定している。ただし、あくまで救いは信仰によって受ける恩寵であり、日曜休業令以前は安息日を知らずに日曜厳守をしたクリスチャンも救われるとする。
- 霊魂消滅説を主張、地獄の永遠性を否定している

セブンスデー・アドベンチスト教会では、死後の状態について、人間は魂と肉体を分けることのできない存在であり、肉体の活動が停止すると同時にすべての精神活動も停止し、よみがえりの時まで無意識の眠りの状態にあるとする（伝道の書9:5、ヨハネによる福音書5:28-29）。死んだら魂が天国か地獄に行くということを信じず、再臨時に生きた義人と復活した死んでいた義人がともに天に挙げられ、その1000年後に悪人と悪魔と堕天使らが炎を持って審かれ、この世界から悪が消滅すると信じる。エレン・G・ホワイトの著書『大論争』 535ページ、『初代文集』 221ページに記されている。
- 聖日を第七日安息日とし、各時代のすべての人間が守るべきとする

公式サイトにて言及。さらにエレン・G・ホワイトは著作『原稿27』（1899年）において『神の印を額に受ける人々は、神の第4条の戒めである安息日を守らなければならない。これは、真の安息日の代わりに人が作った制度を受け入れた不忠実な者から彼らを区別するものである。神の休みの日の遵守は、神に仕えない者と仕える者とを区別する印である。』と言及し、安息日（現在の土曜日）礼拝者をヨハネの黙示録7:4に記されている「神の印」を受けた者とし、日曜礼拝者を「神に仕えない者」「人が作った制度を受け入れた（神に）不忠実な者」としている。

## 活動
2001年1月に開かれた「第34回教団定時総会」において「私たちの使命――愛情深い証人として生き、主のまもない再臨に備えて、三天使のメッセージの永遠の福音をすべての人に宣べ伝えるイエス・キリストの弟子をつくること。」という、この教団独特の使命（「三天使のメッセージ」）を有する「使命宣言」を行うとともに、「福音による全人的回復をめざして(To Make People Whole)」というモットーに基づき、以下の宣教理念を採択した。
1. 宣教(Ministry of Proclaiming the Word)・・・「教会は、聖書の教えに従い、週の第七日を安息日として遵守し、神の言 葉の宣教と聖礼典の執行によって人々にキリストの救いを伝える」「信徒の交わりをとおして、心に平和と癒しをもたらし、豊かな人間性の回復をはかる。」など。
2. 教育(Ministry of Teaching)・・・「福音を基とした教育活動を行うため、教育機関を設置する。各教育機関は、「霊と心とからだ」（第1テサロニケ5:23）の３要素を含むトータルな人間形成による「神のかたち」（創世記1:27）の回復を推進」「教育は生涯にわたる過程でもあるゆえに、教育機関のみならず各教会 および各機関において、積極的に生涯教育プログラムを展開する。」など。
3. 社会奉仕(Ministry of Caring)・・・「各機関は、それぞれの専門の働き をとおして、人間の尊厳の回復と維持および心とからだのトータルな健康の推進をめざし、「隣人を自分のように愛しなさい」（マタイによる福音書22:39）とのキリストの言葉を具体的に実践することに努める。」など。

上記理念のもとに教育、医療、食品、出版、放送、福祉など諸事業活動が行われている。

### 宣教
第36回教団定時総会で採択された教団伝道基本方針では、「アドベンチストの原点に立ち返って」を掲げ、モットーを「永遠の福音を、今すべての同胞 に」とした。また具体的な基本方針として以下を採択した。
1. 伝道することこそアドベンチストの喜び
2. 自然に成長するアドベンチスト教会
3. アドベンチストであることの自覚

宣教活動は「全国各地に散在する信徒を中心に教会を組織する。」とし、事務所（横浜本部事務所、立川事務所、原宿事務所）と伝道局、教区事務所（東日本教区、西日本教区、沖縄教区）、全国の教会が連携して行われている。

### 教育
教育では日本各地にて保育園、幼稚園、小・中・高等学校、大学、専門学校（神学校）を運営し「三育グループ」と名付けキリスト主義教育を行なっている。三育教育とは、「人の中に創造主のみかたちを回復するという使命に従い、人の身体性、精神性、霊性の調和のある開発を行い、与えられた全生涯の期間に渡って、神と人とに奉仕する人物となることを目標に掲げる教育である」とされる。

### 医療
日本における医療活動は1953年（昭和28年）の沖縄伝道を機に開始された。
東京衛生アドベンチスト病院で都内初、神戸アドベンチスト病院では兵庫県初のホスピス病棟が開設され、終末ケアが施されている。
関連病院では生活習慣病予防教育に力を入れている。禁煙などに力を入れた活動も行っており、「日本禁煙協会」 の活動は1987年（昭和62年）に厚生省の「喫煙と健康問題に関する報告書」で紹介された。他にも「心の健康相談」（電話相談）などの活動も行われている。

### 福祉
福祉では養護老人ホームやその関連事業などを行っている。
1984年（昭和59年）、東京衛生病院（現・東京衛生アドベンチスト病院）の患者が寄贈した土地を基に、横須賀に50床の特別養護老人ホーム「シャローム」が完成し、「いのちを敬い、いのちを愛し、いのちに仕える」をモットーとするシャローム・グループとして、ケアハウスや身体障害者療養施設、グループホームなどの福祉関連施設を設立、運営している。

### 出版
出版では「福音社」 を展開する。同社の創立は1899年（明治32年）。月刊誌『サインズ・オブ・ザ・タイムズ』は100年以上発行を継続している。

### 国際開発支援、緊急救援活動
国際開発支援、緊急救援活動を行う組織として特定非営利法人（NPO）「ADRA（アドラ）Japan」 を運営している。近年では新潟県中越地震、スマトラ地震等で援助活動を行っている。

### 食品
また特徴的な事業として健康食品事業があり、120年以上に渡って穀物・卵乳菜食のポリシーを基に「三育フーズ」を展開している。

### 日本での活動
日本のセブンスデー・アドベンチスト教会は、教会活動とあわせて、東京衛生アドベンチスト病院を通じた病院伝道、三育学院を通した学校伝道など、教育、医療、食品、出版、放送、福祉など諸事業を行っている。

## 教会の特徴
- 患難後携挙説をとり、患難前携挙説を否定する[44]。
- 土曜安息日の遵守のため、仕事・公立学校の授業や試験も欠席するよう指導する[11]。
- 飲酒喫煙・麻薬類や刺激物（カフェイン類や香辛料を含む）を避けたり、菜食主義などを推奨する[11]。
- 政治に過剰に関わらないことや、良心的兵役拒否が推奨されるが、義務や教義ではなく、あくまで個人の信仰と良心に任せる、とする。
- イースター（復活祭）を祝う教会は少数派である。近年まで教会暦を重視しておらず、クリスマスも祝ってはいなかったが、2012年現在では、伝道のためにクリスマスのプログラムを行う教会は増えている[11]。
- かつては十字架をシンボルに用いることに消極的であった[11]。
- 礼拝で聖書以外に、同教会が「主の使者」とするエレン・G・ホワイトの著書を朗読することがある[11]。

## 伝統的キリスト教との関係
セブンスデー・アドベンチスト教会は自身を『聖書主義に立つキリスト教・プロテスタントの教会』『聖書に示されている神の愛による救いを全人類に伝え、その愛を、人々の必要に応えるさまざまな活動を通して実践しようとしている』と述べている。
そしてセブンスデー・アドベンチスト教会は、「その教えは多くの点において、プロテスタント諸教会と共通しています。」としている。しかし同時に、従来とかわらず自身の教会の「唯一性」として「エレン・G・ホワイトの著作＝アドベンチスト教会に与えられた預言の霊の賜物（である）」、「（ホワイトは）終末時代に神から与えられたメッセンジャーである」とも主張している。
プロテスタントとの融和を表明し、相違点を積極的に強調しなくなったが、それでも最もはっきりプロテスタント教会および主流派キリスト教会と相違する点として宣言・表明されている見解が以下である。「自分たちの預言的見解の正当性を確信している。」「その時には、第七日安息日が論争点となる。」「主要なキリスト教団体と共に、神と安息日の教えに反対する勢力と同盟すると、私たちは考える。」とし、主流派キリスト教会と相違する点があることを表明している。

### 「異端」であるかどうかの見解
キリスト教界において、「異端（ないしキリスト教系の新宗教）」として位置付けるかどうかの見解に違いがある。
| プロテスタント（一派）【P】、キリスト教（一派）【C】とする（【P】【C】は推測を含む。） | 新宗教（もしくは異端）とする                                         |
| キリスト教関係者による見解                                                             | キリスト教関係者による見解                                           |
| -------------------------------------------------------------------------------------- | -------------------------------------------------------------------- |
| 【P】山北宣久（日本基督教団総会議長、元・聖ヶ丘教会牧師）                              | 東京基督教大学 国際宣教センター、共立基督教研究所                    |
| 【P】峯野龍弘（日本福音同盟理事長、淀橋教会主管牧師）                                  |                                                                      |
| 【P】池田 博（本郷台キリスト教会牧師）                                                 | 辻川宏（ホサナ・キリスト教会牧師）                                   |
| 【P】日本キリスト教連合会                                                              | 山本杉広（和歌山ゴスペルライトセンター創設牧師）                     |
| 【P】世界教会協議会（The World Council of Churches）                                   | 森山諭（日本イエス・キリスト教団顧間、荻窪栄光教会元老牧師）         |
| 【P】カトリック教会                                                                    | 轟勇一（日本ルーテル教団伝道師）                                     |
| 【P】聖公会                                                                            | John R. Rice（バプテスト派の牧師）                                   |
| 【P】日本聖書協会                                                                      | Anthony A. Hoekema（プロテスタント牧師）                             |
| 【C】Walter Ralston Martin（福音派の牧師）                                             | DM Canright（バプテストの牧師、元SDA牧師）                           |
| 【C】大川従道（大和カルバリーチャペル主任牧師）                                        | －                                                                   |
| 【C】青木保憲（大阪城東福音教会牧師）                                                  | －                                                                   |
| キリスト教系出版社による見解                                                           |                                                                      |
| 【P】クリスチャン・トゥデイ                                                            | いのちのことば社、クリスチャン新聞                                   |
| 【C】キリスト新聞社                                                                    | 韓国クリスチャン・トゥデイ                                           |
| 宗教学者、キリスト教事典、宗教事典、その他による記述・見解                             |                                                                      |
| 【P】越川弘英                                                                          | 井門富二夫（元日本宗教学会会長）                                     |
| 【P】山我哲雄                                                                          | J.G.メルトン                                                         |
| 【P】高柳俊一                                                                          | E.ケァンズ                                                           |
| 【P】松本宣郎                                                                          | バーナード・ラム                                                     |
| 【C】「岩波キリスト教辞典」（大貫隆）                                                  | ヘンリー・シーセン                                                   |
| 【C】「世界宗教大事典」（古屋安雄記述）                                                | D.クリスティ・マレイ（元・英国国教会聖職者・キリスト教異端史研究者） |
| 【P】「オックスフォードキリスト教辞典」                                                | J.K.Van Baalen                                                       |
| 【P】「世界宗教百科事典」                                                              | John Gerstner                                                        |
| 【P】「世界キリスト教百科事典」                                                        | 村上良夫                                                             |
| 【C】「キリスト教大事典」                                                              | 井上順孝                                                             |
| －                                                                                     | 島田裕巳                                                             |
| －                                                                                     | 文化庁「海外の宗教事情に関する調査報告書」                           |
| －                                                                                     | 「新宗教教団・人物事典」                                             |
| －                                                                                     | 「宗教の事典」                                                       |
| －                                                                                     | 「現代宗教事典」                                                     |
| キリスト教とも新宗教（もしくは異端）とも定義しない記述・見解                           |                                                                      |
| 「なんでもわかるキリスト教大事典」,「新宗教辞典」,「世界宗教用語大事典」               |                                                                      |

### 対話
セブンスデー・アドベンチストと世界福音同盟との対話が2007年8月に行われた。双方が互いに、共通する信仰内容があることを確認した一方、同意がみられなかった点があることを確認した上で、今後の協力関係を発展させることで合意した共同声明が発表された。

## 派生・分派した組織
セブンスデー・アドベンチスト教会から派生・分派した組織として以下がある。
以前より教会の独自性や律法の厳守が強調されなくなったことに反発し、ホワイト夫人の著作や教会の初期の聖書解釈や生活習慣に忠実であることを主張する原理主義的なグループが分派することがある。
- IMS セブンスデーアドベンチスト教会
- セブンスデーアドベンチスト改革運動（SDARM)
- サンライズミニストリー
- SOSTV

### エホバの証人への影響
チャールズ・テイズ・ラッセルはキリスト教系の新宗教であるエホバの証人を設立する前に、セブンスデー・アドベンチスト教会のジョナス・ウェンデル牧師の開催する信仰復興リヴァイヴァル集会で聖書が誤り得無い真実のものであると霊感を得た。その聖書の中で後に彼の教義体系の中核になるものをつかんでいき、セブンスデー・アドベンチスト教会の教義の中の「地獄というのは墓にすぎない」という教義に聖書に根拠があるので兼ねてから自身の宗教的思想的信条（特に長老派の永劫の地獄説への運命の予定）であったものとアドヴェンチストの教義に同意の合意し確認したものであろう、永遠の刑罰の教えに反対し「地獄」（マルコによる福音書9:43-48）の存在を否定した（魂が死に得る消滅説。この教理はキリスト教弁証家のアルノビウスが4世紀にこの説を説いたが、第5ラテラノ総会議（1513年）にて異端とされた）。他にも類似する教理として「イエス・キリストは天使ミカエルである」とすること、「自分たちこそ14万4千人の選民である」とすることなどの黙示録的表象の強調がある。尚ジョナス・ウェンデル牧師はアメリカ合衆国のセヴンスデー・アドヴェンチストの公同の教会名簿に名前が有ると云う。本当に関係のあった教会はN-H-バーバー派の無教会アドヴェンチストの『朝の先触れ（Herald of the Morning）』誌に於いて一時期に連合したに過ぎない。会衆はその無教会派の会衆ではあったが。「ものみの塔」の出版物の雑誌をもジョージ・ストーズの発刊していた「バイブル・イグザミナー」という雑誌があったり、「朝の先触れ」という雑誌もあったりして、19世紀からの宗教雑誌が多く発刊していたその一つに「シオンのものみの塔及びキリストの臨在の告知者」誌をも「ものみの塔－－ヱホバの王国を告げ知らせる」の前身として乱立されて発刊されていたものであろう。「ものみの塔」が堅実味があって人間の単なる希望と憶測を退けて聖書に土台し裏付けられた信仰を示し続けて居るので19世紀のその再臨思想流行時代から（西暦1,879年7月初刊発行）今日迄続いて存続しているものであろう。

### 見解、文献等
1. ↑  日本基督教団総会議長であり、元・聖ヶ丘教会牧師である山北宣久はセブンスデー・アドベンチスト教会を「兄弟姉妹」と表現し、セブンスデー・アドベンチスト教会を支持・推薦している[10]。
2. ↑  東京基督教大学 国際宣教センター・日本宣教リサーチの『JMR調査レポート（2017年4月）』[4] では「教義上あるいは信仰の実践上、キリスト教もしくはプロテスタントの一派と見なすことが困難とされるグループや教会の１つ」として、イエス之御霊教団、萬国福音教団、聖書研究会（実際には統計に入れられており、聖書研究会は東京基督教大学支援会員であるという。詳細不明）、基督心宗教団、復元イエス・キリスト教団、真イエス教会日本総会、アメン教団、日本基督召団、地元に在って合一である立場に立つ教会、原始福音（キリストの幕屋）、同仁キリスト教団と共にセブンスデー・アドベンチスト教会を挙げている。
3. ↑  東京基督教大学附属の共立基督教研究所による『宣教ハンドブック Q&A130』[7] では、「キリスト教の異端と宗派」の章にてエホバの証人、モルモン教、統一教会と共にセブンスデー・アドベンチスト教会を挙げ、通常のキリスト教の教派とは区別されなくてはならない、としている。
4. ↑  日本福音同盟理事長であり淀橋教会主管牧師の峯野龍弘はセブンスデー・アドベンチスト教会の書籍において「心からの敬意と賛辞を贈ります」とセブンスデー・アドベンチスト教会を称賛する態度を表明している[10]。
5. ↑  本郷台キリスト教会牧師・池田 博はセブンスデー・アドベンチスト教会の書籍において「SDA教会（セブンスデー・アドベンチスト教会）の皆様の福音に対する、真摯な姿勢、御言葉に対して深く学ぶ姿勢」等とコメントし、セブンスデー・アドベンチスト教会を称賛する態度を表明している[10]。
6. ↑  ホサナ・キリスト教会牧師・辻川宏による著書『異端ポケットシリーズ4』[15] では異端であるかについては両論あるが異端であるとし、教義的問題点として「真の教会はSDAのみとする」「安息日を守ることは永遠の生死にかかわるとする」「霊魂不滅・地獄の否定」「贖罪は調査審判中である」を挙げている。
7. ↑  日本キリスト教連合会に加盟している[47]。
8. ↑  セブンスデー・アドベンチスト教会の元信者で三育学院の神学生だった、山本杉広（和歌山ゴスペルライトセンター創設牧師）は、『異端ポケットシリーズ6』[48] で、信者であった頃の自身の体験を告白している。
9. ↑  セブンスデー・アドベンチストがオブザーバーとして参加している世界教会協議会の公式サイトでは「保守的な福音主義」と紹介されている[49]。
10. ↑  日本イエス・キリスト教団顧間、荻窪栄光教会元老牧師を務めた森山諭は著書『現代日本におけるキリスト教の異端』[50] のp69にてセブンスデー・アドベンチスト教会が「携挙を信じない」点を指摘し、p70にて「再臨を指定した異端」として統一教会とともに同教会を取り上げている。
11. ↑  カトリック教会においては、「福音主義のプロテスタント」として分類されている[51][52]。
12. ↑  日本ルーテル教団伝道委員会の要請により執筆された轟勇一著『100の質問』[53] 222ページでは、異端という言葉は使用していないものの、「エホバの証人やセブンスデー・アドベンチスト教会など」と具体的に2つの教団名を挙げて「再臨主義者たち」と称し、彼らが主張する霊魂消滅説（絶滅説）を否定する見解を記している。
13. ↑  同じ地域にあるカトリック教会や聖公会と合同祈祷会を開催しているケースがある[54]。
14. ↑  バプテスト派の牧師John R. Rice は著書『False Doctrines（偽りの教義）』[55] で「セブンスデー・アドベンチスト教会（SDA）の教義は誤っている」としている。
15. ↑  日本聖書協会のウェブサイトのリンク集に、セブンスデー・アドベンチスト教会へのリンクが掲載されているほか[56]、『「聖書全巻リレー通読」を実施された教会』として紹介されており[57]、「異端」としての扱いは受けていない。
16. ↑  プロテスタント牧師Anthony A. Hoekemaは著書『The Four Major Cults:Christian Science, Jehovah's Witnesses, Mormonism, Seventh-day Adventism』にてセブンスデー・アドベンチスト教会を『四大カルトのひとつ』としている[58]。
17. ↑  福音派の牧師Walter Ralston Martin は当初、同教会を異端とする立場であったが、1957年にキリスト教として認める認識を表明した[59]。
18. ↑  牧師だったセブンスデーアドベンチスト教会を去り、バプテストの牧師となったDM Canright [60] はセブンスデー・アドベンチスト教会に対し最も厳しい批評家の1人である。
19. ↑  大和カルバリーチャペル主任牧師の大川従道は、公の場でキリスト教の各教派について祈祷する際には同時にセブンスデー・アドベンチスト教会についても祈り、キリスト教に含める態度を繰り返し表明している[61]。
20. ↑  大阪城東福音教会牧師の青木保憲は、セブンスデー・アドベンチスト教会の信者を主人公とした映画「ハクソー・リッジ」に関する記事において、セブンスデー・アドベンチスト教会について『（異論はあるだろうが）安息日以外のキリスト教教理に関しては、他の保守系キリスト教とほとんど変わりない』『セブンスデー・アドベンチスト教会が米国に認められて（いる）』と言及し、「キリスト教」内に入れる考えを明確に表明している[62]。
21. ↑  クリスチャン・トゥデイは会長の峯野龍弘がセブンスデー・アドベンチスト教会の支持を対外的に表明しているため、記事内では異端救出に関する記事であえてセブンスデー・アドベンチスト教会名誉牧師を正統派と扱い取り上げたり[63]、同教会が行うセミナーの広告宣伝を記事として掲載する[64] など、積極的にセブンスデー・アドベンチスト教会を支持する記事を頻繁に掲載している。
22. ↑  いのちのことば社の発行する「クリスチャン情報ブック」では日本全国8,000のプロテスタント教会情報を掲載しているが、 セブンスデー・アドベンチスト教会は除外されている[65]。
23. ↑  キリスト新聞社が発行する『キリスト教年鑑』（2006年版）[66] では、エホバの証人、モルモン教、統一教会は収録されていないが、他のキリスト教各派と共にセブンスデー・アドベンチスト教会も収録されている。
24. ↑  キリスト新聞の記事[67] で異端とは特に言及されていない。
25. ↑  韓国の「国際宗教問題研究所」発行の月刊誌「現代の宗教 （現代宗教）」や韓国のクリスチャン・トゥデイ（日本の同名紙とは別団体）では統一教会、喜びのニュース宣教会、セブンスデー・アドベンチスト教会の北朝鮮との関わり方の共通点を「北朝鮮に進出する異端者たち」と題して取り上げている[68]。
26. ↑  越川弘英の著書[3] でプロテスタントとして扱われている。
27. ↑  元日本宗教学会会長の宗教学者である井門富二夫は著書[5] において、ミラーの運動での終末を特定化し、社会不安をあおりたてた行為は逸脱的かつ反社会的（カルト的）と批判されている、と述べている。さらに「メルトンの『カルト辞典』に載る、本格的な、かつ逸脱的カルトの始まり」（SDAの流れに成長するミラー派、p147）、「特異なプロテスタント教団、すなわち新宗教」（SDA、p150）とも記述するなど、新宗教・カルトである点を強調している。
28. ↑  山我哲雄はSDAについて、「キリスト教の基礎知識」の教派系統図（p48）でプロテスタントの範囲に含めている[69]。
29. ↑  J.G.メルトン の編集する『アメリカのカルト百科事典』では、セブンスデー・アドベンチスト教会は『既成のカルト』の項に分類されている[70]。
30. ↑  高柳俊一は編著にて、SDAについて「19世紀半ばに成立したアメリカのプロテスタント新興教派」「三位一体などの教義面においては一般の福音的なキリスト教と変わらない」としている[71]。
31. ↑  E.ケァンズ著『基督教全史』[72] ではセブンスデー・アドベンチスト教会をモルモン教、クリスチャン・サイエンスと同様に『非正統説の分派（異端）』として取り上げている。
32. ↑  松本宣郎は編著にて、SDAについて「19世紀半ばに成立したアメリカのプロテスタント新興教派」「三位一体などの教義面においては一般の福音的なキリスト教と変わらない」としている[71]。
33. ↑  バーナード・ラムは著書『聖書解釈学概論』[73] において、セブンスデー・アドベンチスト教会、モルモン教、クリスチャン・サイエンス、エホバの証人に対し『聖書のほかに人間の声を加える諸教派に反対する』と述べている。
34. ↑  大貫隆による「岩波キリスト教辞典」はSDAについて、「米国で復興した再臨運動の1つ」「再臨待望派の１つ」としている[74]。
35. ↑  神学者ヘンリー・シーセンは著書[75] のp557にて、（「異端」という言葉は用いていないものの）主日（日曜礼拝）と安息日についてのセブンスデー・アドベンチスト教会の主張を「実に愚かである」としている。
36. ↑  「世界宗教大事典」はSDAについて、「キリスト教の一教派」としている（古屋安雄記述）[76]。
37. ↑  元・英国国教会聖職者であり、キリスト教異端史研究者であるD.クリスティ・マレイは『異端の歴史』の中でセブンスデー・アドベンチスト教会を異端として取り挙げている[77]。
38. ↑  「オックスフォードキリスト教辞典」はSDAについて「もともと1844年に再臨を期待した、アドヴェンティスト派の一派」「忠実なプロテスタントの教派である」としている[2]。
39. ↑  キリスト教神学者のJ.K.Van Baalenはカルトに関する著作においてセブンスデー・アドベンチスト教会を取り上げている[78]。
40. ↑  「世界宗教百科事典」はSDAについて「日本や欧米でも正統なプロテスタントと認められている」としている[79]。
41. ↑  教会歴史学教授であるJohn Gerstnerは著書においてセブンスデー・アドベンチスト教会を異端として解説している[80]。
42. ↑  「世界キリスト教百科事典」はSDAについて「アドベンチスト派（中略）最大の教派」とし、アドベンチスト派は「1844年から米国で成立したプロテスタント諸派の総称」としている[81]。
43. ↑  村上良夫は著書[82] において『「四大カルト」ないし「四大セクト」という言い方がある。十九世紀の米国に生まれた四つの有力なキリスト教系新興宗教を指すもので、具体的にはモルモン教、セブンスデー・アドベンチスト、クリスチャン・サイエンス、そしてエホバの証人のことである（p1、はしがき）。』と述べている。また同書の第五章においては、他の安息日主義者の例も併記しながら、問題点として聖書解釈への疑問やホワイトの主張の矛盾点などを解説している。
44. ↑  「キリスト教大事典」はSDAについて、「アメリカに始ったキリストの再臨と安息日厳守を主張する教派」としている[6]。
45. ↑  井上順孝は著書[83] において、SDAについて「キリスト教系新宗教」としている。
46. ↑  島田裕巳は著書[84] において、SDAについて「キリスト教系の新宗教」としている。
47. ↑  文化庁「海外の宗教事情に関する調査報告書」はSDAについて、「キリスト教系の新宗教」としている[85]。
48. ↑  「新宗教教団・人物事典」はSDAについて、「新宗教」としている[86]。
49. ↑  山折哲雄 監修の「宗教の事典」はSDAについて、「北米の新宗教」としている[87]。
50. ↑  「現代宗教事典」はSDAについて、「新宗教」としている[88]。
51. ↑  「なんでもわかるキリスト教大事典」はSDAについて、「アドベンチスト派と呼ばれるグループ」とする。他の新宗教とまとめてあり、「特異な教理」「以前ほどホワイトを過度に祭り上げない」などの記述がある。「キリスト教」「新宗教」と特定する記載はない。まえがきで本書には「正統」と「異端」のジャッジを下す意図はないとしている[89]。
52. ↑  「新宗教辞典」はSDAについて、「キリスト教系、一般のプロテスタント基本教義や（略）を根本とする」としている[90]。
53. ↑  「世界宗教用語大事典」はSDAについて、「再臨と安息日遵守を主張する教派」としている[91]。

### 企業
- 三育フーズ
- ケロッグ社 - 共同創始者のジョン・ハーヴェイ・ケロッグがセブンスデー・アドベンチスト教会信者。

### 教育
- 学校法人三育学院（関連学校法人）

### 医療
- 東京衛生アドベンチスト病院
- アドベンチストメディカルセンター（AMC）（沖縄）
- 神戸アドベンチスト病院

### 作品
- ハクソー・リッジ

### セクト
- ブランチ・ダビディアン

### 著名な信者
- カルロス・ロア - 元サッカー選手。1999年に教会が唱えたハルマゲドンを理由に28歳で現役を引退し、故郷アルゼンチンの山に籠った。ハルマゲドンは起こらず2000年4月に現役復帰した。